# Lyudmila Grebenkova
Lyudmila Grebenkova, em russo: Людмила Гребенкова, (Moscou, 4 de março de 1982) é uma ginasta russa que compete em provas de ginástica artística.
Lyudmila iniciou no desporto aos seis anos de idade, sob os cuidados de Nadejda Galtsova e Dilivanov Victor em Moscou. Aos nove anos, entrou para equipe russa e aos treze estreou em competições. No ano seguinte, disputou o Campeonato Europeu Júnior, do qual saiu medalhista de bronze na trave e sétima colocada nas barras assimétricas. Em 1997, no Campeonato Nacional Russo, fora ouro na trave e oitava no individual geral.
No ano posterior, competindo na categoria sênior, participou do Europeu de São Petersburgo. Nele, conquistou a medalha de prata na prova coletiva e a medalha de bronze na trave, ao somar 9,662 pontos. Reserva da equipe que disputou o Camoeonato Mundial de Tianjin, em 1999, Lyudmila retornou as competições de grande porte em 2001, no Mundial de Gante. No evento, conquistou novamente a medalha de prata por equipes, superada pelas romenas. Por aparatos, encerrou vice-campeã na trave de equilíbrio e na sexta nas paralelas assimétricas.
Em 2002, disputou dois grandes eventos: o Europeu de Patras e Mundial de Debrecen. No primeiro evento, conquistou a medalha de ouro na trave,- ao somar 9,562 pontos, e por equipes. Em novembro, no Mundial, encerrou medalhista de bronze nas barras, em prova vencida pela norte-americana Courtney Kupets. No ano posterior, novamente em uma edição do evento, conquistou pela segunda vez a terceira colocação nos exercícios sobre a trave. Em 2004, em sua primeira aparição olímpica, nos Jogos Olímpicos de Atenas, Lyudmila ao lado de Svetlana Khorkina, Anna Pavlova, Elena Zamolodchikova, Natalia Ziganchina e Maria Kryuchkova, conquistou a medalha de bronze por equipes, atrás das equipes romena e norte-americana, ouro e prata, respectivamente. Individualmente, fora 15ª na classificação da trave. Dois anos depois, competiu no Nacional Russo, sendo prata na trave e quarta nas barras assimétricas. Em 2008, disputou sua segunda competição olímpica, na edição de Pequim 2008. Neles, ao lado de uma equipe tecnicamente fraca, formada por Anna Pavlova, Ksenia Semenova, Ksenia Afanasyeva, Svetlana Klyukina e Ekaterina Kramarenko, só fora quarta colocada na prova coletiva. Na classificação da trave, fora 37ª ranqueada. Atualmente, é casada com o ginasta Georgy Grebenkov, com quem tem uma filha.